# Stand-up
Pour les articles homonymes, voir Stand Up.

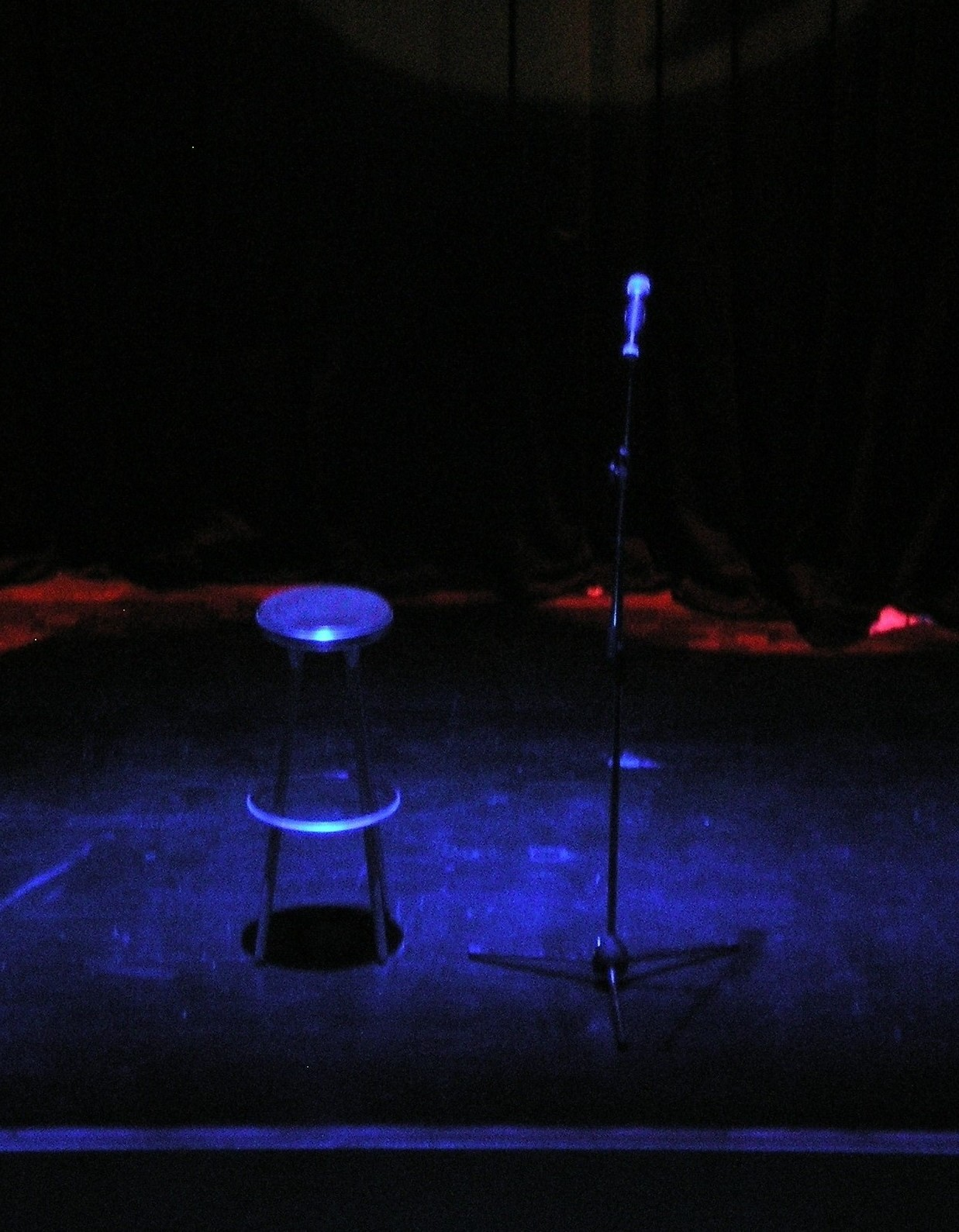
Une scène prête pour un stand-up.

Le stand-up (abréviation française de l'anglais américain stand-up comedy, comique de scène, ou monologue comique) est un genre comique où un humoriste seul, sans décor, sans accessoire, brise le « quatrième mur » en prenant l'auditoire à témoin des histoires qui lui sont arrivées. Cette forme de numéro, qui se pratique en solo (parfois pour tout le spectacle, on parle alors de one-man-show / one-woman-show), est apparue à la fin du XIXe siècle dans les cabarets en France et aux États-Unis.

## Historique
Le monologue comique, ou stand-up comedy en anglais, est né à la fin du XIXe siècle. Par exemple, Les Réformes, monologue comique de Georges Feydeau, a été écrit en 1885. Initialement numéro de cabaret et de music-hall, il s'agit de sketches, d'histoires drôles, à base de situations quotidiennes, qui mettent souvent en scène des moments prétendument vécus.
Le monologue sur scène a peu évolué jusque dans ces années 1950, quand une nouvelle vague de comiques a fait son apparition en rejetant le style convenu de leurs prédécesseurs. Mort Sahl en est le fer de lance ; il se livre sur scène à une satire sociale à partir de sujets d'actualité, en improvisant, avec pour seuls accessoires un tabouret et un journal.
Le genre prend un nouvel essor à New York dans les années 1960-1970, lorsque des comédiens comme Lenny Bruce repoussent les limites de la bienséance en abordant des sujets politiques, raciaux et sexuels. Inspiré par ce style acerbe, Richard Pryor est alors la figure emblématique de la « stand-up comedy » et de la contre-culture américaine.
Ce sont les scènes du Broadway Comedy Club, du Comedy Cellar et du Gotham Comedy Club qui accueillent et lancent les carrières de Woody Allen, Chris Rock, Robin Williams, Ellen DeGeneres, Whoopi Goldberg, Eddie Murphy, Jim Carrey…
En France, Bourvil fut l'un des précurseurs du genre, puis Fernand Raynaud, l'un des comédiens les plus connus dans les années 1950, dans les cabarets et au music-hall, puis à la radio et la télévision. Dans les années 1960, Raymond Devos apporte une tournure toute personnelle. La scène se renouvelle constamment avec des générations d'artistes comme Coluche, Thierry Le Luron dans les années 1970, Alex Metayer ou Roland Magdane dans les années 1980, Pierre Palmade, Jean-Marie Bigard, Muriel Robin, Patrick Timsit dans les années 1990, Gad Elmaleh dans les années 2000… Des radios telles Rire et Chansons, ou encore Generation 88.2 consacrent une grande partie de leur antenne au genre. Le comédien Jamel Debbouze lance une émission télévisée en 2006, le Jamel Comedy Club. Aujourd'hui, il existe toujours de nombreux plateaux de stand-up en France.

## Caractéristiques
La particularité du stand-up moderne est que le comique s'adresse directement au public avec ou sans personnage, décor, accessoire... Il peut raconter des anecdotes (vraies ou inventées pour la circonstance), faire des observations du quotidien, des bons mots tenant en une seule ligne (one-liners), des interactions avec le public, ou encore de l'absurde. Pour le journaliste Dorian Saigne, le comique doit provoquer dans le public un rire toutes les vingt secondes, tout en donnant l'impression qu'il s'agit non pas d'un texte mais de réflexions improvisées.
En général, pour donner plus de spontanéité à son texte, le comique joue debout, d'où le terme stand-up.
La structure d'une blague de stand-up est constituée d'une prémisse et d'une phrase choc (punchline).
Des salles ou des bars proposent aussi des scènes ouvertes où n'importe qui peut prendre la parole et se produire devant un public.

## États-Unis

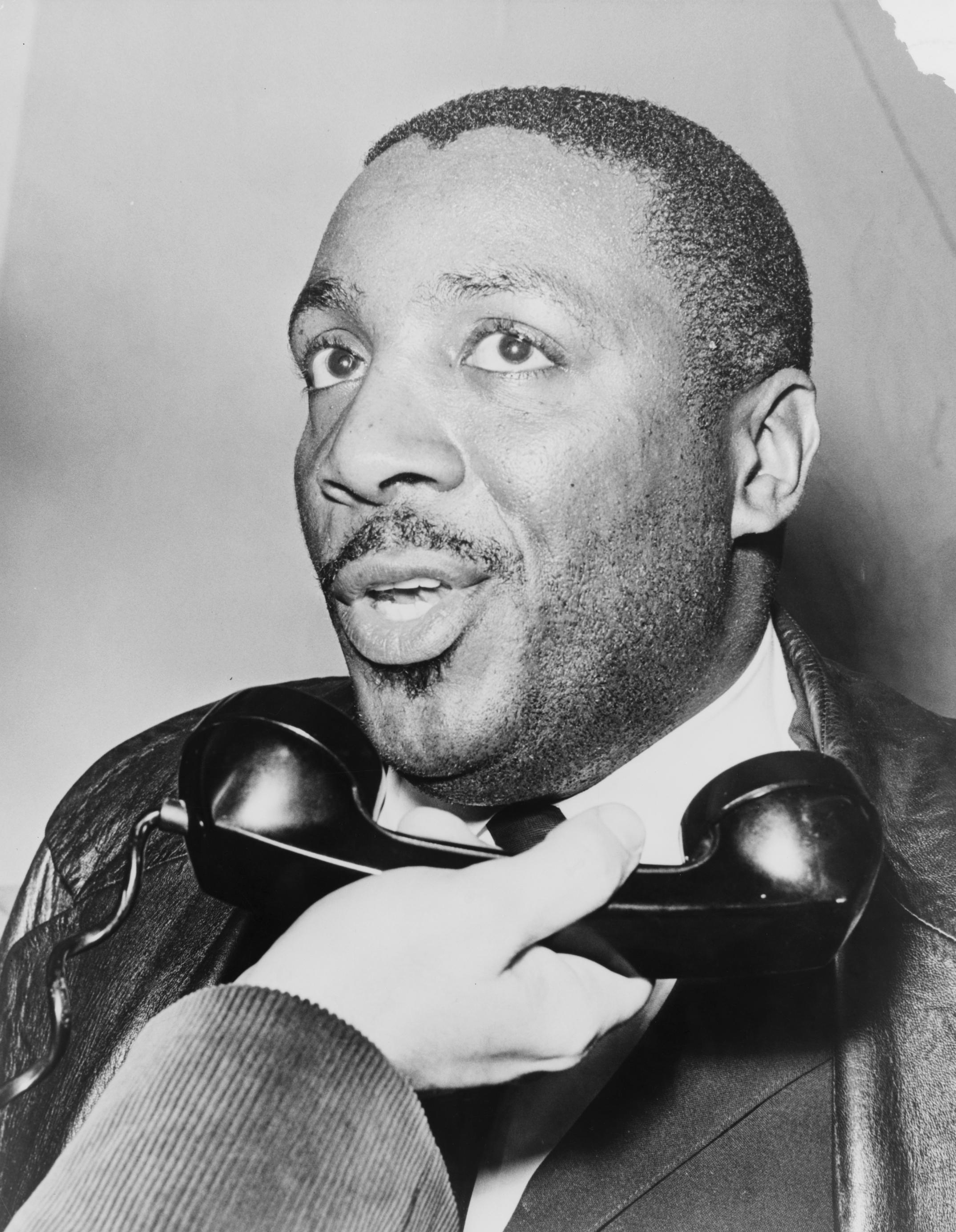
Dick Gregory en 1964.

Au XIXe siècle, Mark Twain est cité comme l'un des premiers à présenter des lectures humoristiques à travers le pays.
Bob Hope, un acteur, chanteur et humoriste américain d'origine britannique a participé à populariser le genre aux États-Unis notamment à travers ses émission de radio et ses représentations devant le public militaire. À la télévision, The Ed Sullivan Show a contribué faire connaître des comédiens inconnus tels que Dean Martin et Jerry Lewis.
La communauté juive et la communauté noire sont connues pour avoir donné nombre d'humoristes de scène renommés, comme Jerry Seinfeld, Woody Allen pour la première et Richard Pryor, Eddie Murphy, Chris Rock et Martin Lawrence pour la seconde.
Dans les années 1970, Richard Pryor bouleverse les règles du monologue de scène dans son pays. S'appropriant le terme péjoratif de nigger avec sa création du personnage de Super Nigger, il ouvre la voie à nombre de rappeurs et de comiques noirs.
Miriam Katz, commissaire d’exposition et critique d’art américaine, estime que le genre est « devenu plus personnel, avec des gens comme Lenny Bruce, une figure mythique du monde de la comédie, puis Andy Kaufman ».
Parmi la première génération de stand-up comedians (comiques de scène) américains, on peut citer Mort Sahl, Lenny Bruce, Miles Bennett et Dick Gregory.
Les spectacles de stand-up constituent un genre à part entière avec les comedy clubs et la diffusion de spectacles sur des plateformes internationales en ligne.

## Îles britanniques

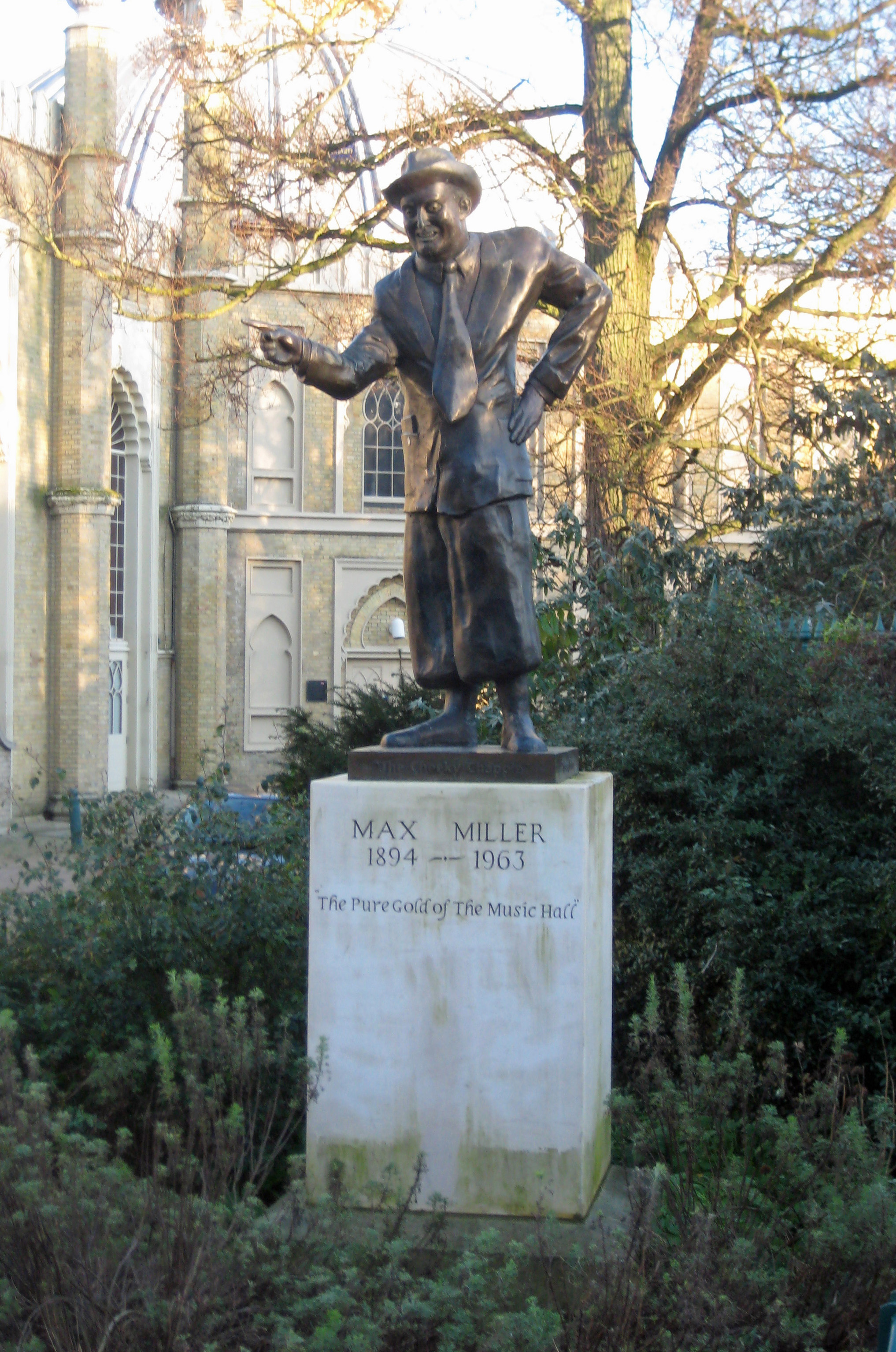
Statue en bronze de Max Miller britannique

Les humoristes utilisant l'adresse directe au public du début du xxe siècle ont vu le jour dans les music-halls, ouvrant la voie au stand-up en Grande-Bretagne,,. Morecambe et Wise, Arthur Askey, Ken Dodd et Max Miller sont des humoristes notables de cette époque. Jusqu'en 1968, le régime de censure sévère du Lord Chamberlain's Office exige que tous les comédiens soumettent leur texte à la censure.
L'essor des comédiens d'après-guerre a coïncidé avec l'essor de la télévision et de la radio, et le circuit du music-hall traditionnel en a beaucoup souffert[réf. nécessaire]. Des circuits alternatifs se sont mis en place, comme les clubs de travailleurs. Certains des comédiens dont Bernard Manning, Bobby Thompson, Frank Carson et Stan Boardman ont commencé à se produire à la télévision via des émissions comme The Wheeltappers et Shunters Social Club . La scène de la comédie «alternative» a également commencé à évoluer. Certains des premiers succès viennent de clubs de musique folk, où des artistes tels que Billy Connolly, Mike Harding et Jasper Carrott commencent à mêler comédie et musique. Les années 1960 ont vu le boom de la satire, avec notamment la création du club l'Establishment. Victoria Wood lance sa carrière de stand-up au début des années 1980, qui comprend des conversations d'observation mélangées à des chansons comiques.
En 1979, le Comedy Store, premier club de comédie stand-up à l'américaine, est ouvert à Londres par Peter Rosengard, où de nombreuses stars de la comédie alternative des années 1980, telles que Dawn French et Jennifer Saunders, Alexei Sayle, Craig Ferguson, Rik Mayall et Adrian Edmondson commencent leur carrière. Le mouvement s'est rapidement développé de Londres à tout le Royaume-Uni.
Les comédiens les plus connus sont notamment Ricky Gervais, Bill Connolly, Jack Whitehall, Roisin Conaty, Russell Howard, Jimmy Carr, Bill Bailey, Sarah Millican, Dara O Briain, James Acaster, Greg Davies, Dylan Moran, Eddie Izzard ,,.

## France
Les humoristes français comme Robert Lamoureux, Fernand Raynaud, Raymond Devos, Guy Bedos, Coluche  ou Pierre Desproges s'adressaient directement au public. Dans les années 2000, Franck Dubosc, Tomer Sisley, Gad Elmaleh ou Jamel Debbouze ont pris le relais.
Jamel Debbouze et Kader Aoun créent une émission Jamel Comedy Club, diffusé sur Canal+ en 2006. Le programme donne un coup de projecteur sur des artistes se réclamant de cette forme de spectacle, comme Yacine Belhousse, Thomas Ngijol et Blanche Gardin. En 2008, Jamel acquiert le Comedy Club. Après trois mois de travaux, le lieu accueille la troisième saison du Jamel Comedy Club et y est toujours fidèle.
Toujours en 2008, Karim Kachour, aidé par Kader Aoun, crée le Paname Art Café à Paris. Ce bar-restaurant propose des plateaux et des spectacles de stand-up quotidiens qui permettront de lancer de nombreux comiques comme Fary, Lenny Mbunga, Hakim Jemili…
De nombreux humoristes francophones revendiquent un style de stand-up personnel comme Mathieu Madénian, Kyan Khojandi, Vérino, Marina Rollman, Shirley Souagnon, Olivier de Benoist, Laura Laune, Blanche Gardin, Kev Adams, Fary… De même, les plateaux d'humour se sont multipliés à Paris et dans de grandes villes de province. Parmi les principaux, on trouve notamment le One More Joke et le Dimanche Marrant (créés en 2016) ou encore le 33 Comedy.
Salles :  Paname Art Café, Madame Sarfaty, Barbès Comedy Club (octobre 2019), Le Fridge (décembre 2019)…